# Hôtel de ville d'Újpest
L'Hôtel de ville d'Újpest (en hongrois : Újpesti Városháza) abrite l'administration municipale du 4e arrondissement de Budapest. Construit de 1899 à 1900, le bâtiment suit la tendance éclectique Sécession hongroise du début du siècle, dont il est devenu l’une de ses œuvres les plus remarquables.  